# ژان-پل سالومه
ژان-پل سالومه (فرانسوی: Jean-Paul Salomé‎؛ زادهٔ ۱۴ سپتامبر ۱۹۶۰) یک فیلم‌نامه‌نویس و کارگردان فیلم اهل فرانسه است. وی از سال ۱۹۹۱ میلادی تاکنون مشغول فعالیت بوده‌است.
وی کارگردان فیلم‌هایی همچون آرسن لوپن بوده است.